# Eustache Degola
Eustache Degola est un prêtre italien, né en 1761 à Gênes et mort en 1826.

## Biographie
Proche des idées jansénistes, Eustache Degola est un des acteurs du jansénisme italien, avec Scipione de' Ricci. Pendant son ministère italien, il diffuse les idées de Port-Royal. Il fait également de nombreux voyages en France pendant la Révolution française, où il rencontre l'abbé Grégoire et prend part aux délibérations du Concile gallican de 1801. 
Il s'est, durant cette période, lié avec les membres de la Société de philosophie chrétienne et fait de fréquents séjours à Port-Royal des Champs, alors propriété de la veuve Desprez. Il y mène des investigations précises, en mesurant le terrain, dressant des plans détaillés, etc. En 1805, il fait un relevé complet des tombes port-royalistes de Magny-les-Hameaux, y compris celle de Jean Racine (ce qui permettra plus tard sa translation dans l'église Saint-Étienne-du-Mont).
Après le concordat de 1801, il accompagne Henri Grégoire alors en exil en Europe, et tous deux voyagent en Angleterre, en Hollande (auprès de l'Église d'Utrecht), ainsi qu'en Prusse. 
En 1809, c'est lui qui dirige la cérémonie de célébration du centenaire de la fin de Port-Royal des Champs. Il compose un discours fort, où les accents jansénistes sont très présents mais où la vision mythique de Port-Royal telle qu'elle est développée par l'abbé Grégoire dans ses Ruines de Port-Royal des Champs est aussi remarquable.
En 1810, il convertit au catholicisme la mère d'Alessandro Manzoni, célèbre écrivain italien, qui était protestante. L'écrivain sera marqué par cette conversion. 

## Sources
- Augustin Gazier, Histoire générale du mouvement janséniste, tome second, Honoré Champion 1924, pp. 168-178.